# Olivier Reynal
Pour les articles homonymes, voir Reynal.
Olivier Reynal, né le 20 mai 1970 près de Lyon, est dessinateur et un réalisateur français de films d'animation.

## Biographie
Réalisateur né le 20 mai 1970 près de Lyon. Élève à l'École nationale supérieure des Beaux Arts de Bordeaux ENSBA, il s'oriente vers le dessin animé et poursuit ses études à l'École des Gobelins à Paris. 
Il fait ensuite des longs séjours à l'étranger. 
En 1995, il est story boarder et character designer sur Poil de carotte, Alix et story boarder sur Corto Maltese - La Ballade de la mer salée et Les contes du père castor.
Il pilote à Riga, en Lettonie, l'animation d'épisodes de Lost Continent pour la télévision. 
À Hanoï, au Viêt-Nam, il réalise l'animation de Kirikou et les Bêtes sauvages.
Il est présent au Festival de Cannes en 2005 lors de la présentation hors compétition, de Kirikou et le fétiche égaré dont il a assuré l'animation. Ce film est extrait de Kirikou et les Bêtes sauvages, réalisé par Michel Ocelot et Bénédicte Galup. La musique était confiée à Youssou N'Dour et Manu Dibango. Synopsis : l’histoire de Kirikou et la Sorcière était trop courte pour montrer tout ce que Kirikou avait accompli quand il était petit. Alors de nouveaux exploits qu'il fallait raconter ont été mis en scène. Kirikou, tout petit, tout nu, fera face sans faiblir, avec astuce, courage, générosité, et gagnera… 
Son retour en France est ensuite de courte durée, puisqu'il est à nouveau en septembre 2006 en Chine, pour l'animation de 52 épisodes de Zap collège, dont l'auteur BD est Téhem.
Après un bref retour à Châteauneuf-sur-Charente où il réside depuis 2006, il est en 2007 à Séoul, en Corée du Sud, pour superviser un studio d'animation et notamment le projet Oggy et les Cafards.
En France, directeur d'animation chez Alphanim, il est réalisateur de La Petite Géante, série de 52 épisodes diffusés à partir de fin 2010.
En 2011, il part aux Philippines pour superviser une équipe de dessinateur. Après huit mois là-bas, il revient en France pour superviser une équipe.
En 2013 le studio d'animation Alphanim est racheté par Gaumont, il part travailler sur L'Apprenti Père Noël et le Flocon magique et la série Les Dalton. 

## Filmographie
- La Petite Géante
- Oggy et les Cafards
- Poil de carotte
- Kirikou et les Bêtes sauvages
- Galactik Football saisons 1 et 2
- Zap Collège
- Lost Continent
- Les Histoires du père Castor
- Alix
- Corto Maltese
- L'Apprenti Père Noël et le Flocon magique
- les Dalton